# Seyringer Abzugsgraben
Der Seyringer Abzugsgraben (auch Seyringer Graben, Abzugsgraben oder Seyringer Bach) ist ein Gewässer im Marchfeld in Niederösterreich.
Er entspringt östlich von Hagenbrunn und fließt über Enzersfeld, Großebersdorf und östlich von Seyring vorbei in Richtung Gerasdorf bei Wien, wo er im Gemeindegebiet von Deutsch-Wagram in den Marchfeldkanal mündet. Auch der Kleine See bei Putzing entwässert in den Abzugsgraben.
Im Zuge der Bauarbeiten für die Wiener Außenring-Schnellstraße S1 musste der Seyringer Abzugsgraben an mehreren Stellen verlegt werden.